# Os Azuis
Os Azuis é um grupo musical de rock formado por Tomé Lavigne, Greco Blue, Tomás Bastos e Lucas Mamede.

## Discografia
- II